# Andrena doursana
Andrena doursana is een vliesvleugelig insect uit de familie Andrenidae. De wetenschappelijke naam van de soort is voor het eerst geldig gepubliceerd in 1853 door Jean-Marie Léon Dufour.